# Ripios
Los ripios, también conocidos en Latinoamérica como cortes, son fragmentos de roca que son cortados por la mecha o barrena de un taladro de perforación de pozos, bien sea pozos de agua o pozos de exploración y producción de hidrocarburos. Los ripios suelen estar constituidos por rocas sedimentarias como arenisca, arcillita o rocas carbonáticas como la caliza.
Los ripios se consideran un desecho que puede ser peligroso cuando están impregnados con fluidos de perforación de base aceitosa o con los propios hidrocarburos líquidos contenidos en las rocas atravesadas del yacimiento. Para resolver el problema de los ripios como desecho, existen varias opciones tecnológicas de tratamiento y disposición final como el biotratamiento, la incineración, la estabilización o solidificación y la inyección subterránea.
Anteriormente, los ripios junto con otros desechos de perforación se disponían en fosas que se cavaban al lado de los pozos, especialmente pozos petroleros, lo cual pone en riesgo a las aguas subterráneas por infiltración de contaminantes, además de afectar el propio suelo.